# Fire TV
Fire TV è una linea di media center sviluppata da Amazon a partire dal 2014 con lo scopo di riprodurre contenuti televisivi e musicali attraverso una connessione ad internet.
Amazon produce due tipi di Fire TV: Set-top box (Fire TV Cube) e chiavette con connettore HDMI plug-in (Fire TV Stick), le quali si dividono in tre tipi: il modello entry-level Fire TV Stick Lite, il modello standard Fire TV Stick con tasti dedicati e il modello con risoluzione 4K Fire TV Stick 4K.
Alcuni modelli di Fire TV Stick e il modello Fire TV Cube includono nel proprio sistema operativo, basato su Android e chiamato Fire OS, l'assistente vocale Amazon Alexa.
In pratica, questi dispositivi fisici servono soprattutto in quei casi in cui il TV non è di tipo HbbTV ovvero, in parole semplici, non è un apparecchio che include un sistema operativo con web app, oppure contiene funzioni smart molto limitate.